# Papež Benedikt II.
Benedikt II.,  je bil rimski škof, papež in svetnik Rimskokatoliške cerkve, * okrog 635 Rim, (Italija, Bizantinsko cesarstvo) † 8. maj 685, Rim, Bizantinsko cesarstvo.

## Življenjepis
Benedikt je bil sin Rimljana Janeza (Johannes). Že zmlada je bil v cerkveni službi. Vstopil je k benediktincem na Monte Cassinu. Napredoval je v preučevanju svetih knjig in pobožnosti, odlikoval se je pa tudi z velikim sočutjem do trpečih, z dobrodelnostjo in srčno dobroto do vseh, zlasti do revežev. S tem si je pridobil srca ljudi, da so ga po Leonovi smrti enoglasno izvolili za naslednika. Za papeža so ga izvolili 22. julija 683, kmalu po smrti Leona II.. Preteklo pa je celo 11 mesecev, preden je iz Carigrada prispelo cesarsko dovoljenje; tako je bil posvečen za rimskega škofa šele 26. junija 684. Zdi se, da je cesar hotel papeža, ki bo podpiral odloke Tretjega carigrajskega vesoljnega cerkvenega zbora. 

### Delovanje
Pri cesarju Konstantinu Pogonatu (668-685) si je pridobil s svojo učenostjo, pobožnostjo in prijaznostjo toliko spoštovanje in naklonjenost, da je cesar dovolil, da lahko odslej izvolitev novega papeža potrdi kar ravenski eksarh Teodor (677-687), kar je pomenilo občutno skrajšanje postopka. Poleg tega se mu je posrečilo celo to, da je ravenska Cerkev ukinila svojo avtokefalnost ter se pridružila Rimu.
Papež Benedikt si je močno prizadeval, da bi pridobil za sklepe carigrajskega koncila vse Cerkve, posebno precej svojeglavo špansko, kjer so na pokrajinskem cerkvenem zboru v Toledu leta 684 soglasno sprejeli te odloke.
V Rimu je obnovil velik javnih stavb. Svoje veliko premoženje pa je uporabil za podpiranje duhovnikov, samostanov, bolnišnic in romarskih zatočišč. 

## Smrt in češčenje
Benedikt II. je umrl 8. maja 685 v Rimu. Pokopan je v cerkvi sv. Petra v Vatikanu.